# Лёвушкина, Валентина Вячеславовна
Валенти́на Вячесла́вовна Лёвушкина (род. 30 апреля 1982) — российская легкоатлетка, специалистка по бегу на длинные дистанции, кроссу и марафону. Выступала на профессиональном уровне в 2000-х годах, обладательница серебряной медали чемпионата Европы среди молодёжи, победительница и призёрка первенств всероссийского значения, победительница Атлантского марафона, участница Всемирной Универсиады в Тэгу. Представляла Башкирию.

## Биография
Валентина Лёвушкина родилась 30 апреля 1982 года.
Занималась лёгкой атлетикой в городе Белорецке Республики Башкортостан, проходила подготовку под руководством заслуженных тренеров России Евгения Гавриловича и Татьяны Васильевны Сенченко.
Впервые заявила о себе на международном уровне в сезоне 2000 года, когда вошла в состав российской национальной сборной и выступила на чемпионате мира по кроссу в Виламуре, где заняла 21-е место среди юниорок.
В 2003 году на молодёжном чемпионате России в Чебоксарах выиграла серебряную медаль в беге на 5000 метров и одержала победу в беге на 10 000 метров. На молодёжном европейском первенстве в Быдгоще завоевала серебряную награду в дисциплине 10 000 метров, уступив на финише только венгерке Кристине Папп. Будучи студенткой, представляла страну на Всемирной Универсиаде в Тэгу, где на той же дистанции финишировала седьмой.
В 2005 году показала восьмой результат в 5000-метровом беге на чемпионате России в Туле, с результатом 2:53:56 одержала победу на Космическом марафоне в Королёве.
В 2006 году на чемпионате России в Туле в дисциплинах 5000 и 10 000 метров стала седьмой и шестой соответственно. С результатом 1:14:24 финишировала пятой на чемпионате России по полумарафону в Саранске.
В 2007 году была девятой на дистанции 5000 метров на чемпионате России в Туле, закрыла десятку сильнейших на чемпионате России по бегу на 10 000 метров в Жуковском. В этом сезоне также попробовала себя в двух коммерческих шоссейных стартах в США: превзошла всех соперниц на марафоне в Атланте (2:41:25) и стала второй на марафоне в Хартфорде (2:44:29).
В 2008 году вновь приняла участие в Атлантском марафоне, на сей раз с результатом 2:43:19 заняла второе место.